# Sadia Ayman
Sadia Ayman (en bengali : সাদিয়া আয়মান), née le 17 mars 1998 à Barisal (Bangladesh), est une actrice et mannequin bangladaise.
Elle devient connue en 2022 pour son rôle de Sara dans le film Mayashalik (en). Par la suite, elle enchaîne les tournages, notamment dans la série télévisée Procholito (en) et dans Kajolrekha (en).
Également mannequin, Sadia Ayman participe à de nombreuses publicités et est l'ambassadrice de bonne volonté de la marque de cosmétiques Boro Plus.